# زووتوو
زووتوو (به لهستانی:  Złotów) یک منطقهٔ مسکونی در لهستان است که در شهرستان زوتوف واقع شده‌است. زووتوو ۱۱٫۵۸ کیلومتر مربع مساحت و ۱۸٬۳۰۳ نفر جمعیت دارد و ۱۱۰ متر بالاتر از سطح دریا واقع شده‌است.

## خواهرخوانده
شهرهای اگزین و لافلش خواهرخوانده‌های زووتوو هستند.